# Sigrid Agren
Sigrid Agren (24 de abril de 1991) es una modelo francesa la cual se hizo conocida tras participar en Elite Model Look en 2006.

## Primeros años
Su padre es de ascendencia sueca, y su madre, francesa. Creció en la isla caribeña de Martinica. Entró en el concurso Elite Model Look en Francia cuando era adolescente, y llegó a la final que se celebró en París. Fue la ganadora y, por tanto, una de las finalistas en el evento que se celebraría en Shanghái. Perdió ante Charlotte Di Calypso.

## Carrera
Una vez terminó Elite Model, Agren firmó un contrato con Elite Model Management en París. Realizó pequeños trabajos antes de decidirse a dejar el modelaje de lado para continuar sus estudios en 2007.
Agren volvió al mundo del modelaje en 2008, firmando con New York Model Management. Volvió a ser contratada por Elite Models en todas las capitales de la moda. Debutó en la pasarela cerrando el evento Prada Resort.  Por su primer New York Fashion Week, desfiló para Calvin Klein, Ralph Lauren, Donna Karan y Rodarte. También abrió para Shiatzy Chen, Yves Saint Laurent, Karl Lagerfeld y Alexander McQueen, y cerró para Prada, Costume National y Louis Vuitton.
Para la temporada primavera/verano 2009, se convirtió en el rostro de Prada, con Giedre Dukauskaite y Anna Jagodzinska, también se convirtió en el rostro de Armani Jeans y Nicole Farhi.
Agren ha aparecido en editoriales para revistas como Vogue Paris, Harper's Bazaar y Numéro. Ha aparecido en una de tres portadas de la revista  i-D's de junio/julio, junto Tasha Tilberg y a Raquel Zimmermann.
En la temporada otoño/invierno 2009, apareció en 68 eventos internacionales, para diseñadores como Armani, Chanel, Versace, Ralph Lauren, Dolce & Gabbana, Jil Sander y Christian Dior. Figuró en campañas de Valentino, Alberta Ferretti, Karl Lagerfeld, Pucci, Diane von Fürstenberg, Costume National, Marni, Ruffian, Marc Jacobs, Antonio Berardi, y Max Azria. También abrió y cerró para Chloé. Figuró como el rostro de Stella McCartney, reemplazando a Kate Moss, también con Chloé, junto a Kasia Struss y Karlie Kloss; Ck Calvin Klein junto a Jourdan Dunn y Bottega Veneta junto a Anna Jagodzinska.
Durante ese año, fue posicionada en el puesto 10 de la lista Top 50 models-Women. En la actualidad, figura en las listas de "Industry Icons" y "Money Girls" en models.com, las publicaciones más respetadas de la industria.